# HMS Diamond (H22)
HMS Diamond (H22) là một tàu khu trục lớp D được Hải quân Hoàng gia Anh Quốc chế tạo vào đầu những năm 1930. Thoạt tiên được phân về Hạm đội Địa Trung Hải, nó được điều sang Trạm Trung Quốc vào đầu năm 1935, nơi nó ở lại cho đến giữa năm 1939. Diamond được điều trở lại Hạm đội Địa Trung Hải sau khi Chiến tranh Thế giới thứ hai nổ ra trước khi được chuyển đến Tây Phi làm nhiệm vụ hộ tống các đoàn tàu vận tải. Nó quay trở lại Hạm đội Địa Trung Hải vào đầu năm 1940, nơi nó hộ tống các đoàn tàu vận tải đi và đến Malta. Diamond đã tham gia Trận mũi Spartivento vào tháng 11, và bị máy bay Đức đánh chìm vào ngày 27 tháng 4 năm 1941 đang khi triệt thoái binh lính Đồng Minh khỏi Hy Lạp.

## Thiết kế và chế tạo
Diamond có trọng lượng choán nước tiêu chuẩn 1.375 tấn Anh (1.397 t), và lên đến 1.890 tấn Anh (1.920 t) khi đầy tải. Nó có chiều dài chung 329 foot (100,3 m), mạn thuyền rộng 33 foot (10,1 m) và mớn nước 12 foot 6 inch (3,8 m). Con tàu được cung cấp động lực bởi hai turbine hơi nước hộp số Parsons, dẫn động hai trục chân vịt, tạo ra công suất 36.000 mã lực càng (27.000 kW) cho phép đạt tốc độ tối đa 36 hải lý trên giờ (67 km/h; 41 mph). Hơi nước cho turbine được cung cấp bởi ba nồi hơi ống nước Admiralty hoạt động ở áp suất 310 psi (2.137 kPa). Diamond mang theo tối đa 473 tấn Anh (481 t) dầu đốt cho phép nó có tầm xa hoạt động 5.870 hải lý (10.870 km; 6.760 mi) ở tốc độ đường trường 15 hải lý trên giờ (28 km/h; 17 mph). Thành phần thủy thủ đoàn bao gồm 145 sĩ quan và thủy thủ.
Chiếc tàu khu trục được trang bị bốn khẩu pháo QF 4,7 in (120 mm) Mk IX trên các tháp pháo đơn, được đặt tên 'A', 'B', 'X' và 'Y' tuần tự từ trước ra sau. Cho mục đích phòng không, Diamond có một khẩu QF 12-pounder Mk V bố trí giữa hai ống khói và hai pháo QF 2-pounder 40 milimét (1,6 in) Mk II đặt ở hai bên cánh cầu tàu. Nó còn được trang bị hai bệ ống phóng ngư lôi bốn nòng trên mặt nước dùng cho ngư lôi 21 in (530 mm). Một đường ray và hai máy phóng được dùng để thả mìn sâu, thoạt tiên mang theo 20 quả mìn, nhưng được tăng lên 35 quả không lâu sau khi chiến tranh bắt đầu.
Diamond được đặt hàng vào ngày 2 tháng 2 năm 1931 tại xưởng tàu của hãng Vickers-Armstrong ở Barrow-in-Furness trong Kế hoạch Chế tạo 1930. Nó được đặt lườn vào ngày 29 tháng 9 năm 1931, hạ thủy vào ngày 8 tháng 4 năm 1932, và hoàn tất vào ngày 3 tháng 11 năm 1932 với chi phí tổng cộng 223.509 Bảng Anh, không kể đến những thiết bị do Bộ Hải quân Anh cung cấp như vũ khí, đạn dược và thiết bị vô tuyến.

## Lịch sử hoạt động
Diamond thoạt tiên được phân về Chi hạm đội Khu trục 1 tại Địa Trung Hải, và từng được bố trí một thời gian ngắn đến vịnh Ba Tư và Hồng Hải vào tháng 9–tháng 11 năm 1933. Con tàu được tái trang bị tại Xưởng tàu Devonport từ ngày 3 tháng 9 đến ngày 27 tháng 10 năm 1934 để phục vụ tại Trạm Trung Quốc cùng với Chi hạm đội Khu trục 8 (sau đổi tên thành Chi hạm đội Khu trục 21), đến nơi vào tháng 1 năm 1935, nơi nó ở lại trong bốn năm tiếp theo. Nó bắt đầu một đợt tái trang bị tại Singapore từ ngày 7 tháng 8 năm 1939, và được điều động về Hạm đội Địa Trung Hải sau khi hoàn tất vào tháng 11. Diamond đi đến Malta vào ngày 19 tháng 12, rồi được điều sang Trạm Nam Đại Tây Dương trong tháng tiếp theo. Nó rời Malta ngày 8 tháng 1 năm 1940 hướng sang Freetown, nơi nó gia nhập Chi hạm đội Khu trục 20 cho nhiệm vụ hộ tống. Đến tháng 4, con tàu quay trở lại Địa Trung Hải nơi nó gia nhập Chi hạm đội Khu trục 10 mới được thành lập sau một đợt tái trang bị ngắn tại Malta.
Diamond bị hư hại nhẹ do không kích vào các ngày 11 và 17 tháng 6 gần Malta sau khi Ý tuyên chiến với Đồng Minh vào ngày 10 tháng 6. Cùng với các tàu chị em Dainty và Defender, tàu khu trục Australia HMAS Stuart cùng các tàu tuần dương hạng nhẹ Capetown và Liverpool, nó đã hộ tống cho Đoàn tàu vận tải AN.2 từ Ai Cập đến nhiều cảng trong biển Aagean vào cuối tháng 7. Diamond đã bắn phá căn cứ thủy phi cơ của Ý ở Bomba, Libya vào ngày 23 tháng 8. Một tuần sau, nó hộ tống bốn tàu vận tải đi đến Malta cùng với Dainty và các tàu khu trục Jervis và Juno như một phần của Chiến dịch Hats. Con tàu cũng hộ tống cho Đoàn tàu vận tải MB.8 trong Chiến dịch Collar. Sau khi đi đến Malta vào ngày 26 tháng 11, Diamond gia nhập Lực lượng D và lên đường để gặp gỡ Lực lượng H đi đến từ Gibralta. Ngày hôm sau, khi các lực lượng Anh kết hợp, chúng bị phía Ý phát hiện, dẫn đến Trận chiến mũi Spartivento bất phân thắng bại.
Trong Chiến dịch Excess, Diamond cùng với Defender tàu tuần dương phòng không Calcutta đã hộ tống cho Đoàn tàu vận tải MW.5 từ Alexandria đến Malta vào tháng 1 năm 1941. Con tàu cũng hộ tống một đoàn gồm bốn tàu hàng từ Malta đến Alexandria vào giữa tháng 4. Không lâu sau đó, nó bắt đầu tham gia triệt thoái binh lính Đồng Minh khỏi Hy Lạp. Vào ngày 27 tháng 4 năm 1941, Diamond cùng tàu khu trục Wryneck đã cứu vớt hơn 500 binh lính từ chiếc tàu chở quân Hà Lan Slamat, và bắt đầu hướng đến Crete. Tuy nhiên, khoảng bốn giờ sau đó, cả hai bị máy bay tiêm kích Messerschmitt Bf 109 và máy bay ném bom Junkers Ju 88 tấn công và đánh chìm. Chỉ có một sĩ quan, 41 thủy thủ và tám binh lính từ cả ba con tàu được cứu vớt.